# De School van Toen

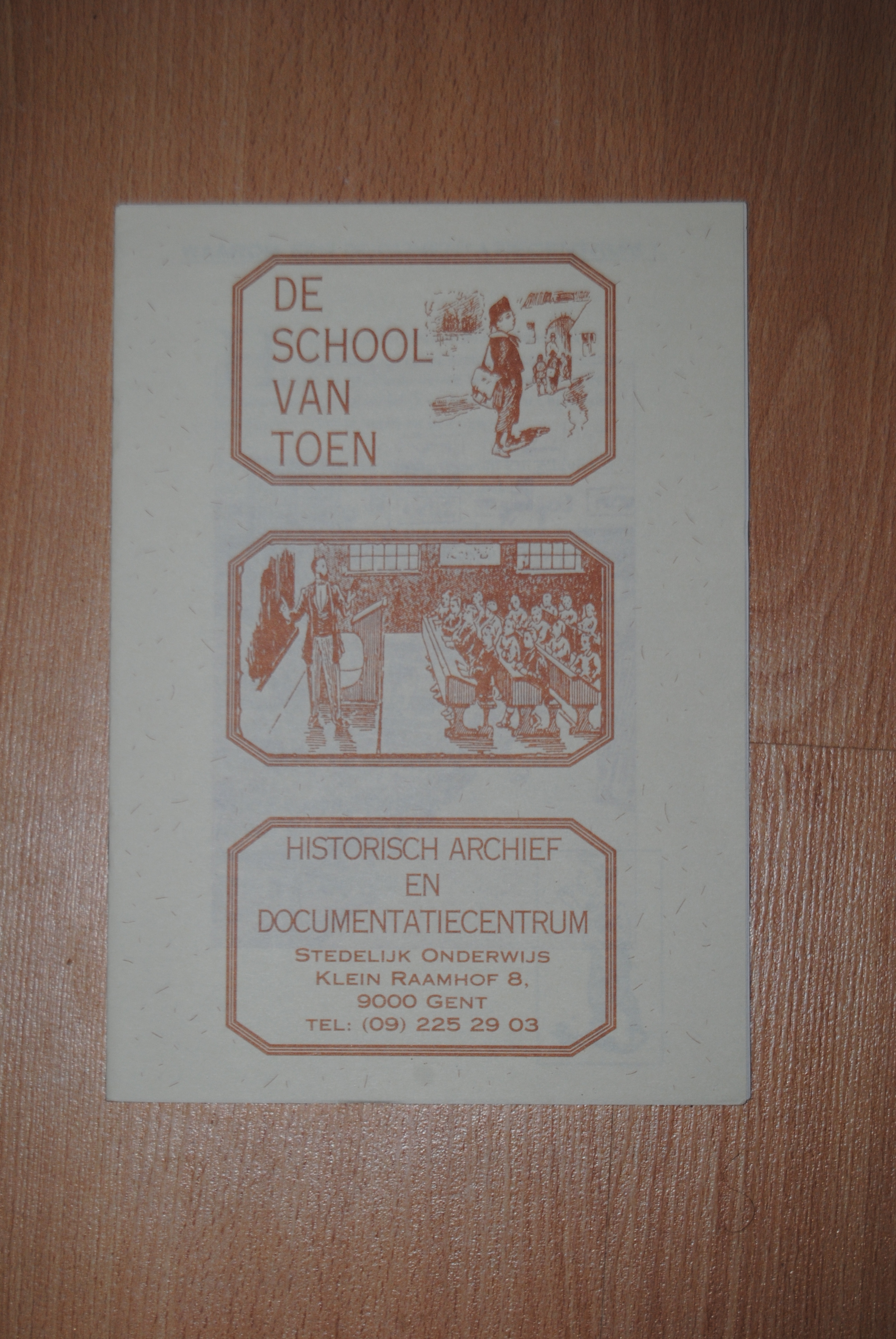
Folder van het museum

De School van Toen is een museum gelegen aan het Klein Raamhof 8 te Gent.
Het museum is een historische collectie dat bezoekers een blik geeft op de geschiedenis van het onderwijs, met nadruk op het schoolleven in Gent. De collectie van het museum en het bijbehorend archief bestaat uit onder meer educatief materiaal, foto's en schoolmeubilair. Het museum is ingericht als een klassiek schoolgebouw, met thematische tentoonstellingen in de verschillende klaslokalen.

## Indeling
Het museum beschikt over twee niveaus. Op het gelijkvloers zijn er twee klaslokalen over godsdienst en opvoedkunde. Op de eerste verdieping zijn er vier klaslokalen over de algemene vakken.